# Sacré de Birmanie
Pour les articles homonymes, voir Sacré (homonymie) et Birman.
Le sacré de Birmanie, ou birman, est une race de chat originaire de France. Ce chat de taille moyenne est caractérisé par sa robe à poil mi-long, qui présente le même patron colourpoint que le siamois mais ses pattes sont d'un blanc pur, comme s'il possédait des gants, un élément qui caractérise la race. Les yeux du birman sont d'un bleu profond.

## Origines et popularité

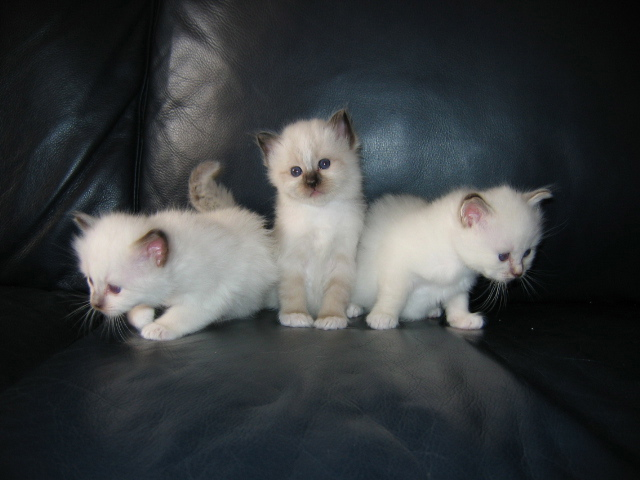
Chatons sacré de Birmanie âgés de cinq semaines.

### Origines légendaires
Une légende répandue, que l'on prête à la romancière Marcelle Adam[réf. nécessaire], raconte qu'il y a longtemps en Birmanie, dans un temple consacré à une déesse dorée aux yeux de saphir, un vieux prêtre possédait un chat blanc nommé Sinh. Un jour, le temple fut envahi et les ennemis tuèrent le vieux prêtre. Sinh sauta sur la tête de son maître en regardant dans les yeux la statue de la déesse. Ses yeux devinrent alors saphir comme ceux de la déesse et sa fourrure prit une teinte dorée, sauf ses pattes qui restèrent blanches comme la chevelure du vieux prêtre. Quelques jours plus tard, Sinh mourut de chagrin et tous les chats qui vivaient dans le temple subirent la même métamorphose, devenant les premiers chats sacrés de Birmanie,.
On raconte que ce chat aurait été dérobé dans le temple de Lao Tsun, en Birmanie et que le premier couple de ces chats aurait été apporté en France sur le yacht d'un milliardaire américain en 1920. Le mâle mourut pendant la traversée mais la femelle, Sita, qui avait été fécondée, mit au monde une portée de chatons dont une femelle nommée Poupée de Madalpour.

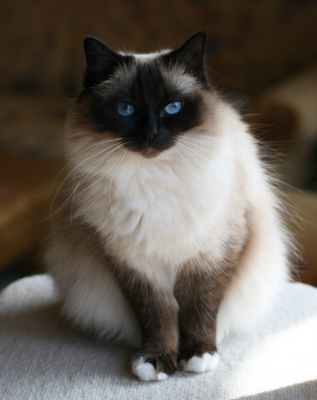
Le sacré de Birmanie est un chat imposant.

Néanmoins aucune preuve de cette histoire n'a jamais été donnée. 
Si Poupée de Madalpour a réellement existé, aucun enregistrement ne donne pour autant son ascendance réelle. Devant l'absence de certitude, il est généralement envisagé que le birman soit né en France, dans les années 1920, d'un accouplement fortuit entre un siamois ganté de blanc et un persan, dont il semble être le parfait intermédiaire. Si cette hypothèse élude le mystère de l'apparition de cette race, elle ne donne pas non plus entière satisfaction. D'aucuns arguent qu'aux États-Unis un tel croisement a été reproduit entre siamois et persan, mais avec un siamois non ganté, pour donner l'himalayen, dont les caractéristiques étaient à l'époque semblables au birman, mais après-guerre lorsque la race faillit être décimée, de mêmes tentatives de  métissage siamois/persan eurent lieu en France et donnèrent également des chats non gantés, que l'on dénommait alors « colourpoint » (ces chats constituèrent probablement un second point de départ de l'Himalayen).

### Origines historiques
Cependant, ces réponses « faciles » n'expliquent pas pourquoi le Dr Jumaud (vétérinaire et futur fondateur du premier club félin français) mentionne le birman dans sa thèse de fin d'études, quelques années avant que n'apparaissent les premières mentions de Poupée de Madalpour, ou encore du chat qui va d'emblée imposer le birman comme une race majeure : Dieu d'Arakan[réf. nécessaire]. Précisons que dans cette thèse, le Dr Jumaud fait mention d'observation de ce chat en Asie.
Après la dernière guerre, il ne restait qu'un couple (Orloff & Xénia de Kaabaa) dont descendent, ainsi qu'en témoigne le Livre d'Origines de la Fédération Féline Française, tous les chats de cette race existant actuellement dans le monde. La race reviendra alors au premier plan grâce au travail acharné de quelques éleveuses comme Boyer ou Simone Poirier.
Quelques croisements avec le persan furent alors effectués pour limiter la consanguinité et pour retrouver le type morphologique d'avant-guerre.
En 1950, la race prend officiellement le nom de chat sacré de Birmanie pour éviter les confusions entre le Birman et le Burmese.

### Popularité
Cette race française a su se développer avec succès à travers le monde. Il est introduit aux États-Unis entre 1950 et 1960 et en Angleterre à partir de 1965, il occupe depuis de nombreuses années le top dix des races les plus populaires. Dans son pays d'origine, sa popularité ne cesse de croître et il est la deuxième race la plus représentée. Le topmodel Baptiste Giabiconi et le couturier Karl Lagerfeld qui a nommé le sien « Choupette » possèdent des sacrés de Birmanie, participant à la popularité de cette race.

## Standards

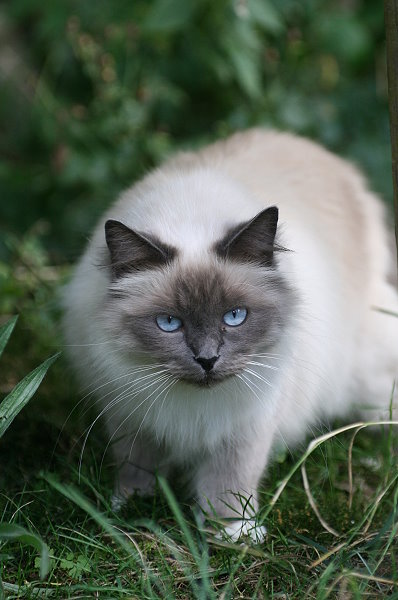
Le sacré de Birmanie a toujours les yeux bleus.

À mi-chemin entre le siamois, dont il possède les marques et les couleurs, et le persan dont il a hérité partiellement de la fourrure, le sacré de Birmanie doit être considéré comme une race bien à part car il doit répondre à des exigences bien particulières au niveau de la répartition de la couleur qui doit être colourpoint avec gantage blanc, la qualité du pelage, ainsi que de la morphologie,.

### Les critères d’éligibilité aulivre officiel des origines félines
Selon les cas :

#### Non éliminatoires au LOOF
- Remontée importante du blanc des gants ou des éperons ou, au contraire, gantage trop court.
- Marques blanches sous la gorge ou le ventre.

#### Éliminatoires au LOOF
- Type de tête « Siamois », « British » ou « Persan ».
- Nez droit.
- Manque de substance, ossature fine.
- Taches de couleur dans les gants ou les éperons.
- Manque de blanc (un doigt ou plus) dans les parties supposées être gantées.
- Marques blanches dans les points.

Le sacré de Birmanie ne doit pas être confondu avec le Ragdoll, le Raggamuffin ou le Neva Masquerade. Il ne peut être métissé avec ces races, ni avec aucune autre.

### Corps
Ce chat est de taille moyenne. Il a un corps massif et moyennement long et une ossature lourde. Une ossature trop fine entraîne des pénalités. Son dos est droit et régulier, ses pattes sont de taille moyenne, bien musclées et leur ossature, comme pour le reste du corps, est forte. Elles doivent cependant rester proportionnelles au corps. Au bout, les pieds sont grands et ronds. La queue est de taille moyenne et proportionnée au corps.

### Tête

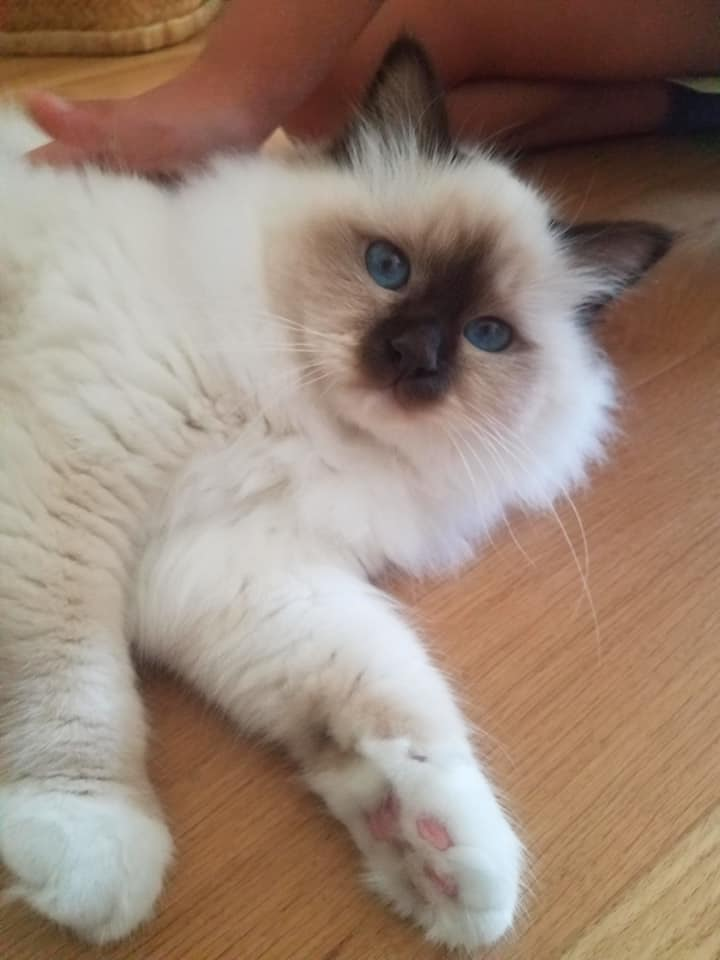
Yeux bleu intense.

La face n'est ni écrasée comme celle du persan, ni pointue comme celle du Siamois. Si un birman présente une tête caractéristique de l'une de ces deux races, ceci est considéré comme un défaut. La tête est de taille moyenne, large et arrondie. On peut voir de profil qu'elle est légèrement plus longue que large. Elle présente des joues pleines et un front légèrement arrondi. Le museau est large avec un menton fort. Le birman a un profil romain, c'est-à-dire un nez court, busqué et droit. Les yeux sont grands, pas tout à fait ronds et bien espacés l'un de l'autre. Ils sont toujours bleus. Le bleu le plus intense (presque de la couleur indigo) est la couleur la plus recherchée. Les chatons ont les yeux d'un bleu plus foncé. Vers l'âge de seize semaines la couleur des yeux est stabilisée.
Les oreilles sont de taille moyenne à grande et elles sont presque aussi larges que hautes. Le bout est arrondi et l'intérieur du pavillon de l'oreille est bien fourni en poils. Elles ne doivent pas être trop espacées l'une de l'autre.

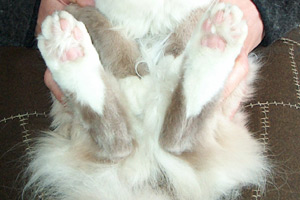
Détail des pattes arrière d'un birman, montrant les gants blancs en éperons.

### Robe et fourrure
Sa fourrure est mi-longue, est très soyeuse et le poil ne s'emmêle pas car le sous-poil est léger. On peut remarquer différentes longueurs de poils sur tout le corps : courte sur la face, elle s’allonge à partir des joues vers une importante collerette, surtout chez les mâles. Elle devient encore plus longue sur le dos et les flancs. Sous le ventre, le poil peut frisotter. 

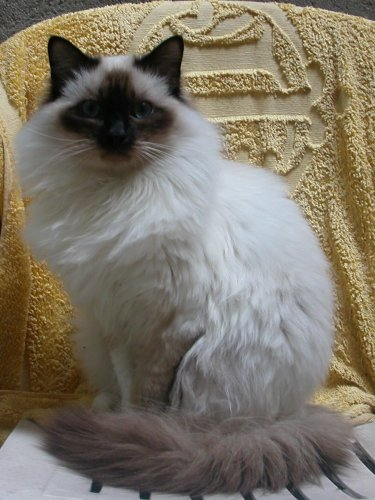
Sacré de Birmanie Seal Point.

La seule robe autorisée est le colourpoint avec un gantage blanc aux pattes. Celui-ci est une des caractéristiques particulières de la race mais aussi l'une des principales difficultés de l'élevage. Les gants des pattes arrière en particulier doivent se terminer en pointe sur le dessous des pattes. Lors des concours félins, l'absence de gantage constitue même un motif de disqualification du chat. Des gants trop courts, ou, au contraire, trop longs sont des défauts, tout comme des taches blanches sur le menton, la gorge ou le ventre (contrairement au ragdoll mitted avec qui on le confond régulièrement). À l'opposé, toute tache colorée sur le gantage est un défaut grave et éliminatoire pour les juges félins. La queue ayant le bout blanc est un critère de disqualification.
Les pattes avant ont des gants blancs se terminant en ligne droite à la jonction entre le pied et la patte. Les pattes arrière ont des gants blancs remontant en ligne droite à l’arrière de la patte et se terminant en pointe de la moitié aux trois-quarts du talon (éperons). Une régularité entre la hauteur des gants avant et arrière est souhaitable. Les coussinets sont de couleur rose et/ou d'une couleur correspondant à la couleur de base du chat.

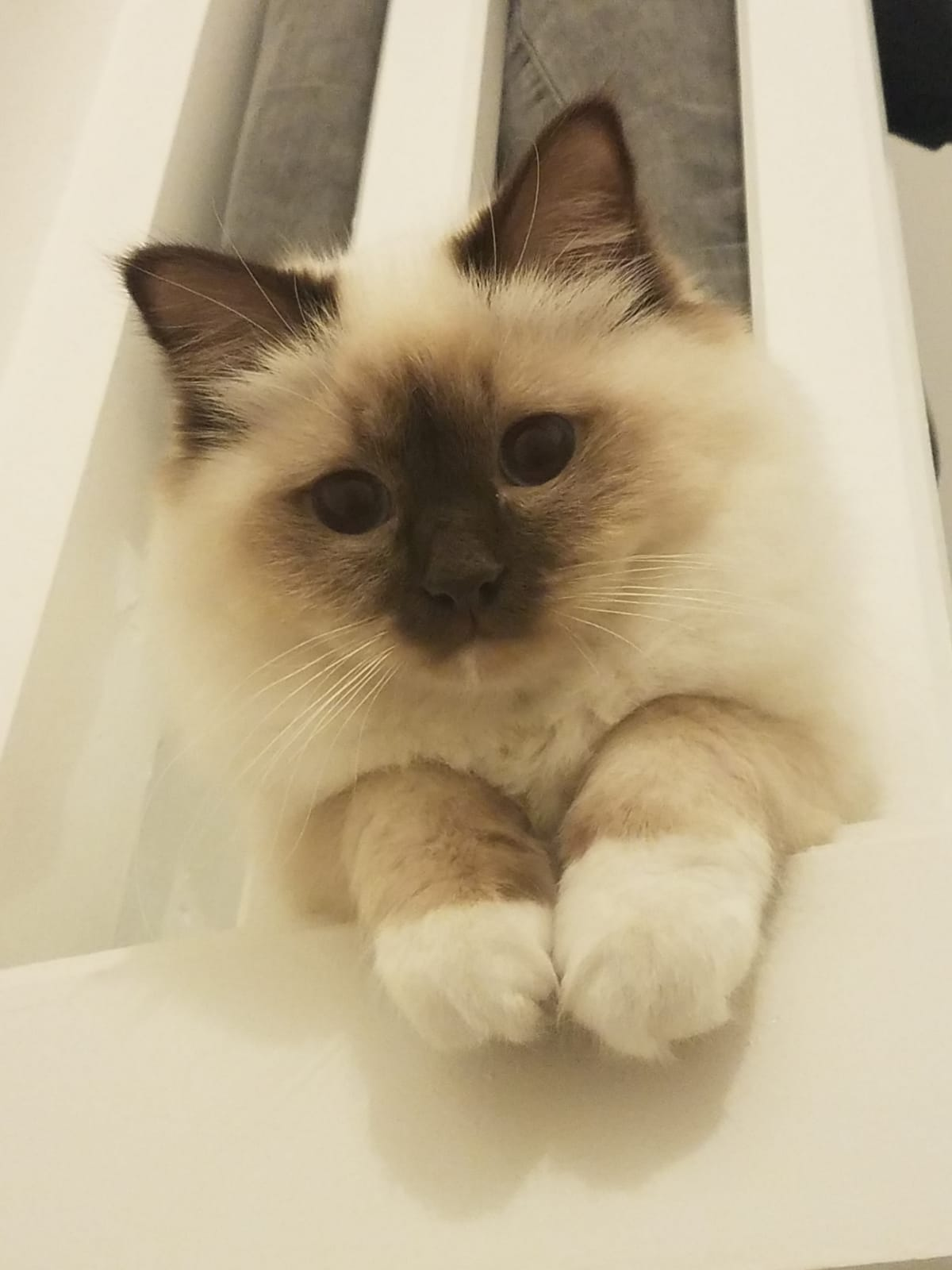
Sacré de Birmanie Chocolat Point.

La plupart des associations ne reconnaissent que quatre variétés. Cependant de nouvelles variétés commencent à se faire reconnaitre. Mais la création de variétés suscite la polémique chez les éleveurs car elle passe par le croisement avec d'autres races. Certains éleveurs pensent qu'il y a alors un risque de modifier le type morphologique et le type du pelage, au détriment de la qualité du gantage.

### Les couleurs
À l'origine le chat sacré de Birmanie est de la couleur seal colorpoint, qui est le gène noir. Toutes les autres couleurs ainsi que les motifs tabby, tortie, torbie, smoke et silver ont été importées des autres races et ce suivant un protocole strict pour garder les critères de la race birmane. Les couleurs de bases sont :
- Le seal point : les points sont brun foncé, le corps est crème pâle, le nez est brun foncé tandis que les coussinets sont rose et brun foncé.
- Le chocolate point : les points sont chocolat au lait, le corps est ivoire, le nez est cannelle rosé tandis que les coussinets sont rose et chocolat clair.
- Le blue point : les points sont bleu-gris, le corps est blanc bleuté, le nez est bleu ardoise tandis que les coussinets sont rose et bleu-gris.
- Le lilac point : les points sont gris acier rosé, le corps est blanc glacé, le nez est mauve tandis que les coussinets sont rose et lavande-rose[6],[3].
- Le red point : les points sont roux (red), le corps est crème presque blanc, le nez est rose tandis que les coussinets sont roses.
- Le crème point : cette couleur est produite par la dilution du gène roux (red). Ce qui produit une couleur un peu plus pâle et moins éclatante que le roux.

Il est à noter que les chats porteurs du gène de la couleur lilas ont la couleur de leur corps plus pâle. 

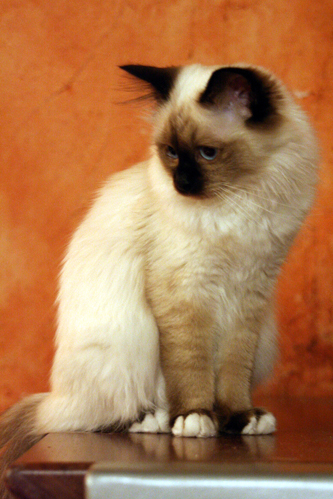
Chaton seal colourpoint.
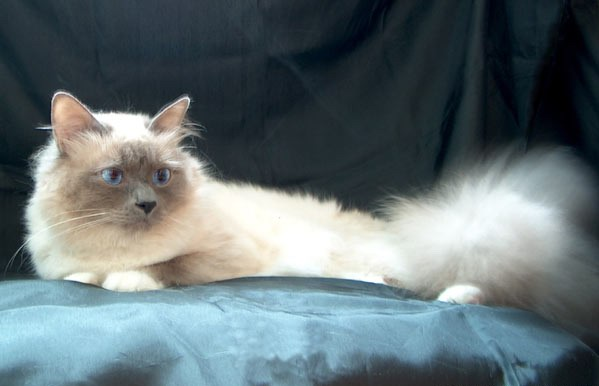
Jeune mâle bleu colourpoint.
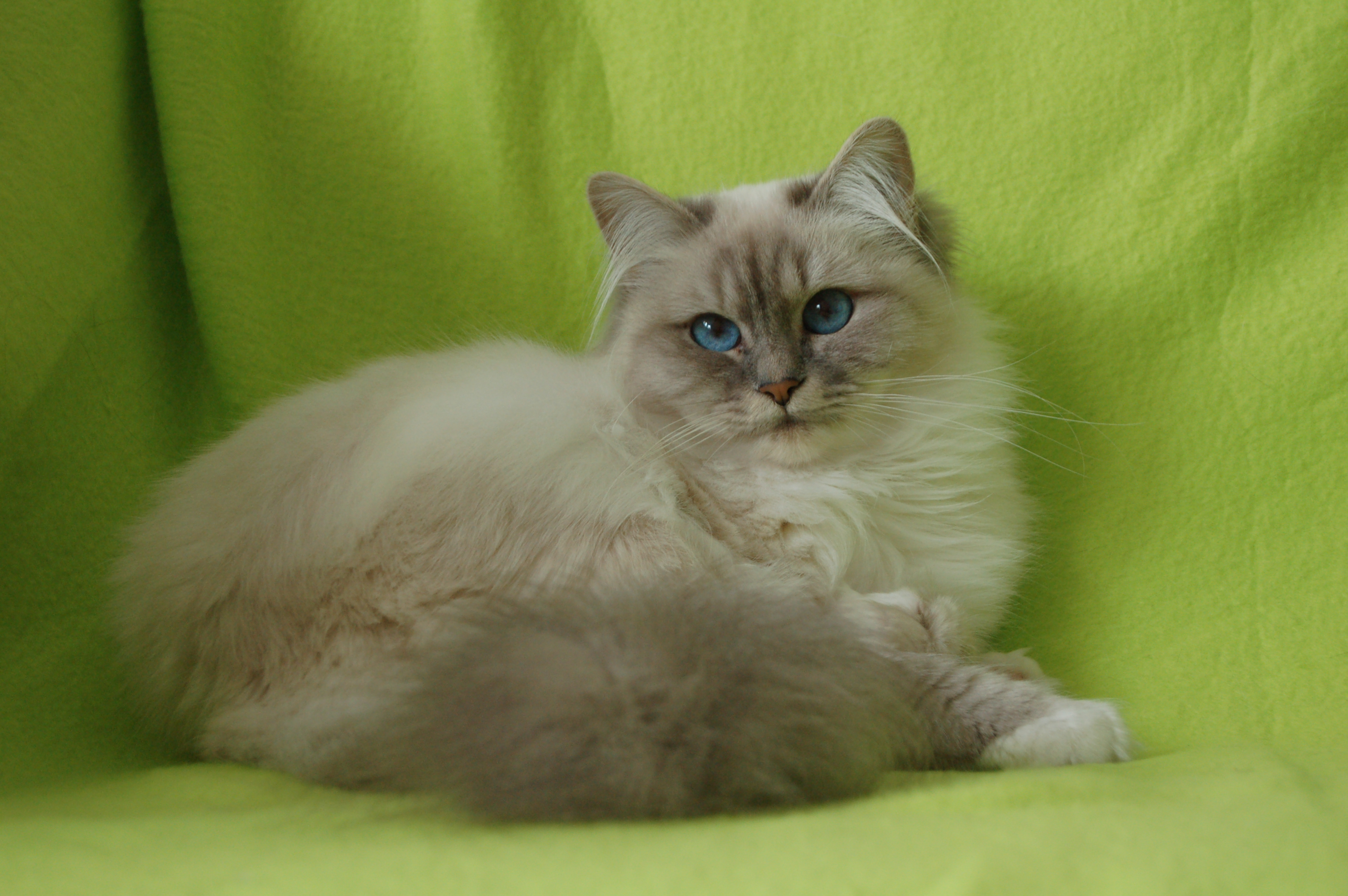
Birmane bleu tabby colourpoint.
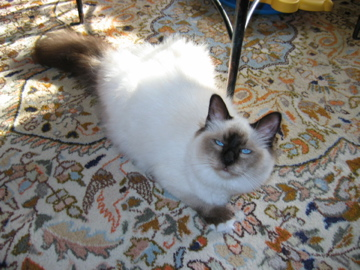
Couleur chocolat.
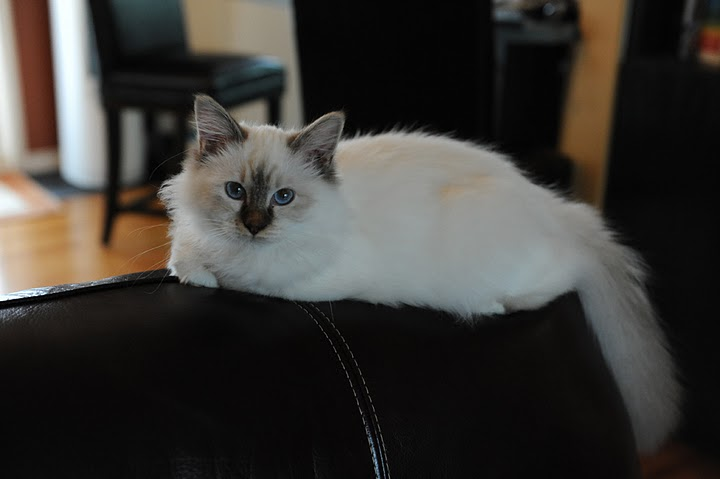
Chocolat tabby.
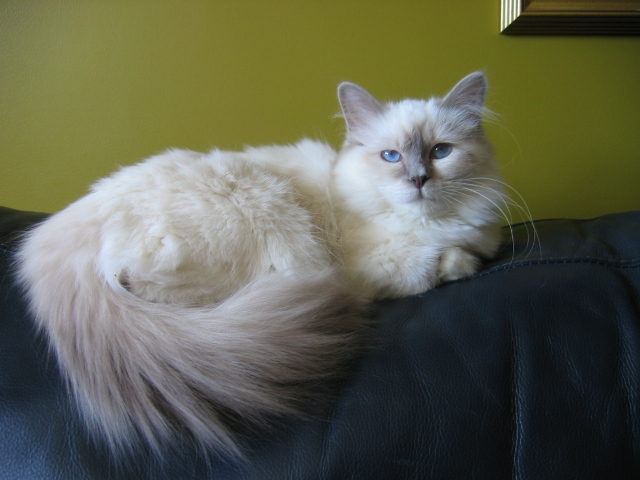
Lilas.
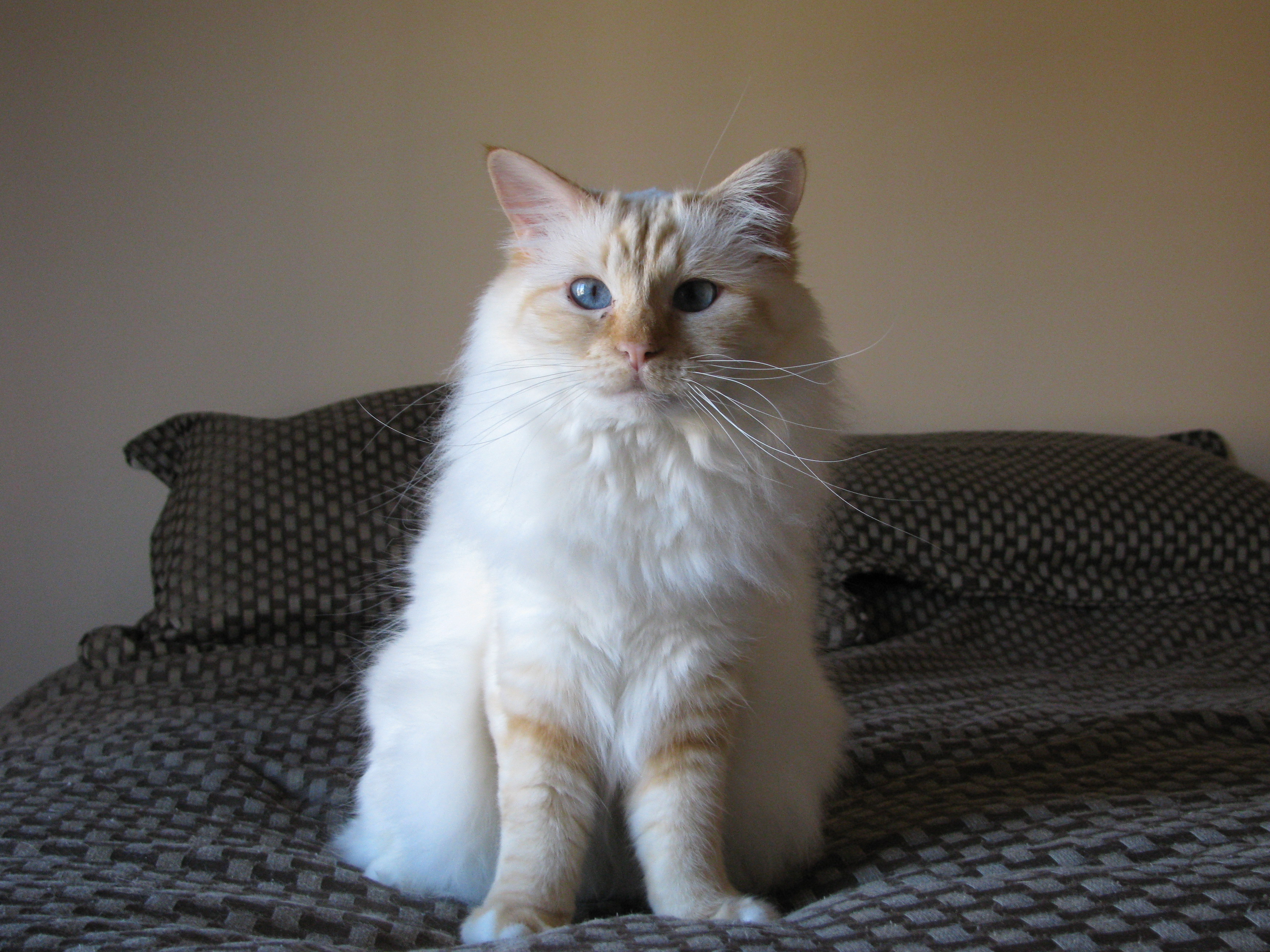
Birmane red-point.
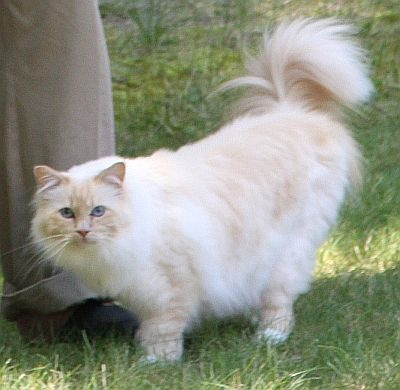
Mâle couleur crème âgé de trois ans.
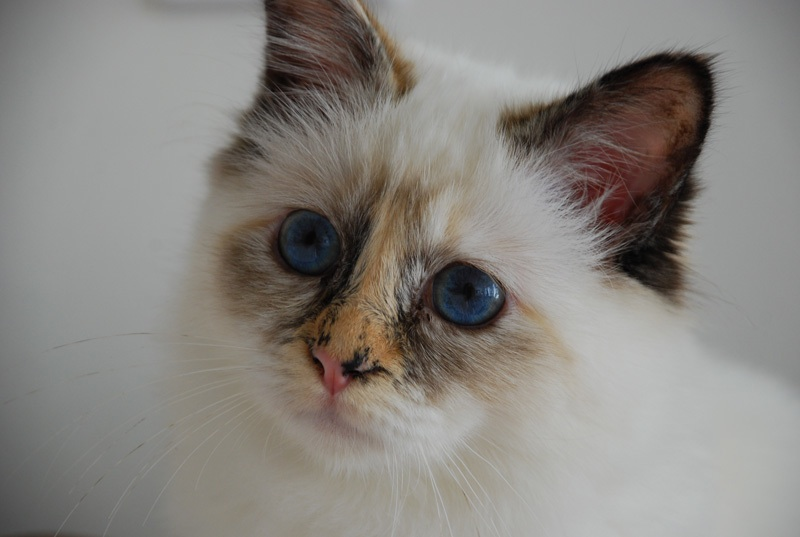
Seal-tortie.
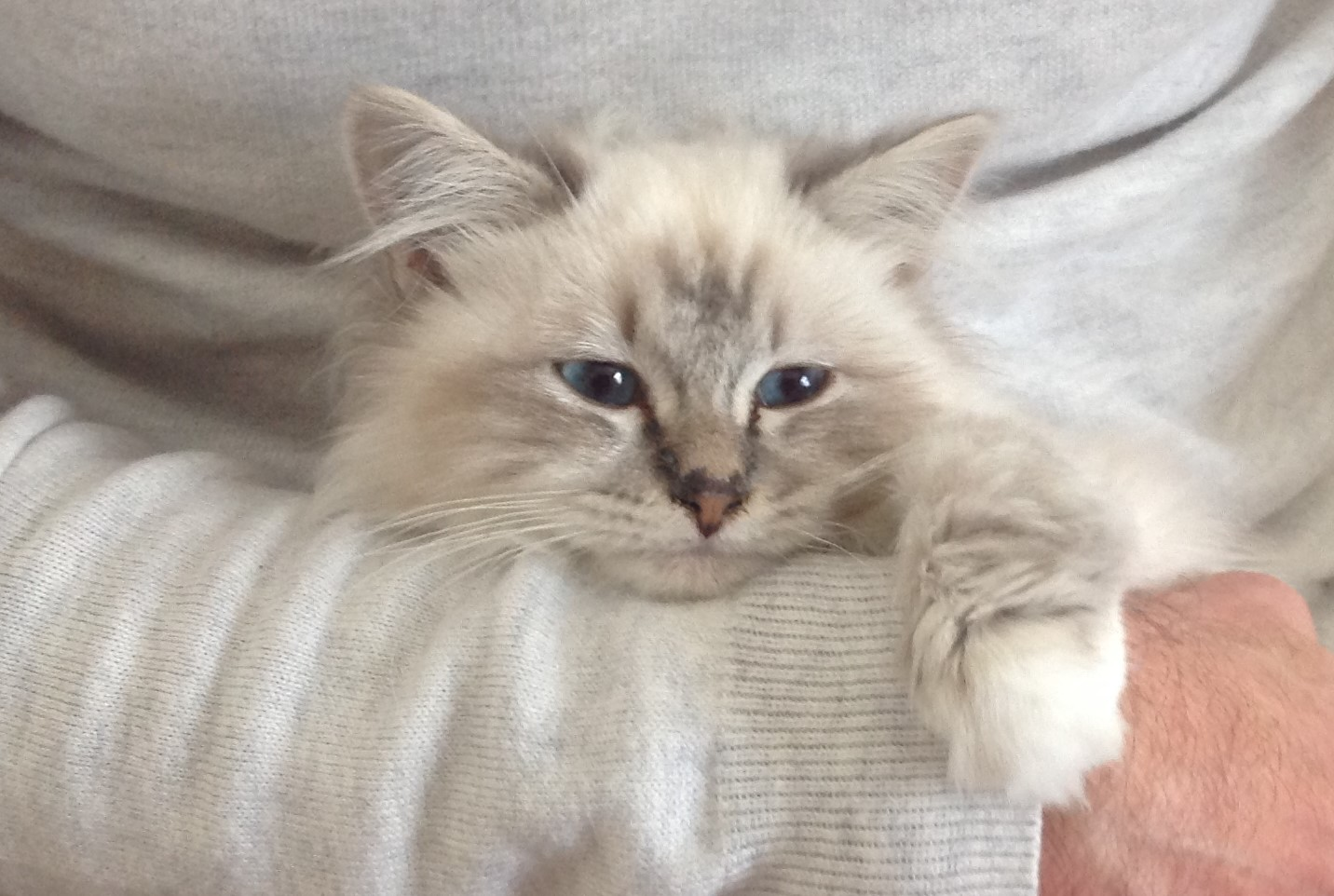
Jeune femelle colourpoint de quatre mois.

Cette race est fixe. Aucun mariage hors race n'est autorisé. Les  métissages  en vue de l'introduction d'une nouvelle couleur se font dans un cadre strict, après acceptation d'un programme détaillé soumis à l'acceptation préalable du livre des origines compétent.

## Caractère
Le chat sacré de Birmanie est souvent décrit comme un chat affectueux et doux. Certains éleveurs décrivent le Birman comme un chat joueur. On dit que malgré sa ressemblance avec le siamois, il n'en aurait pas le caractère puisqu'il serait calme et à la voix douce. Sociable, il s'adapterait bien à la vie en famille.
Ces traits de caractère restent toutefois parfaitement individuels et sont fonction de l'histoire de chaque chat.
Le chat sacré de Birmanie n'aime pas vivre seul, il s’ennuie, et préfère la compagnie d'autres chats de même race.

## Élevage

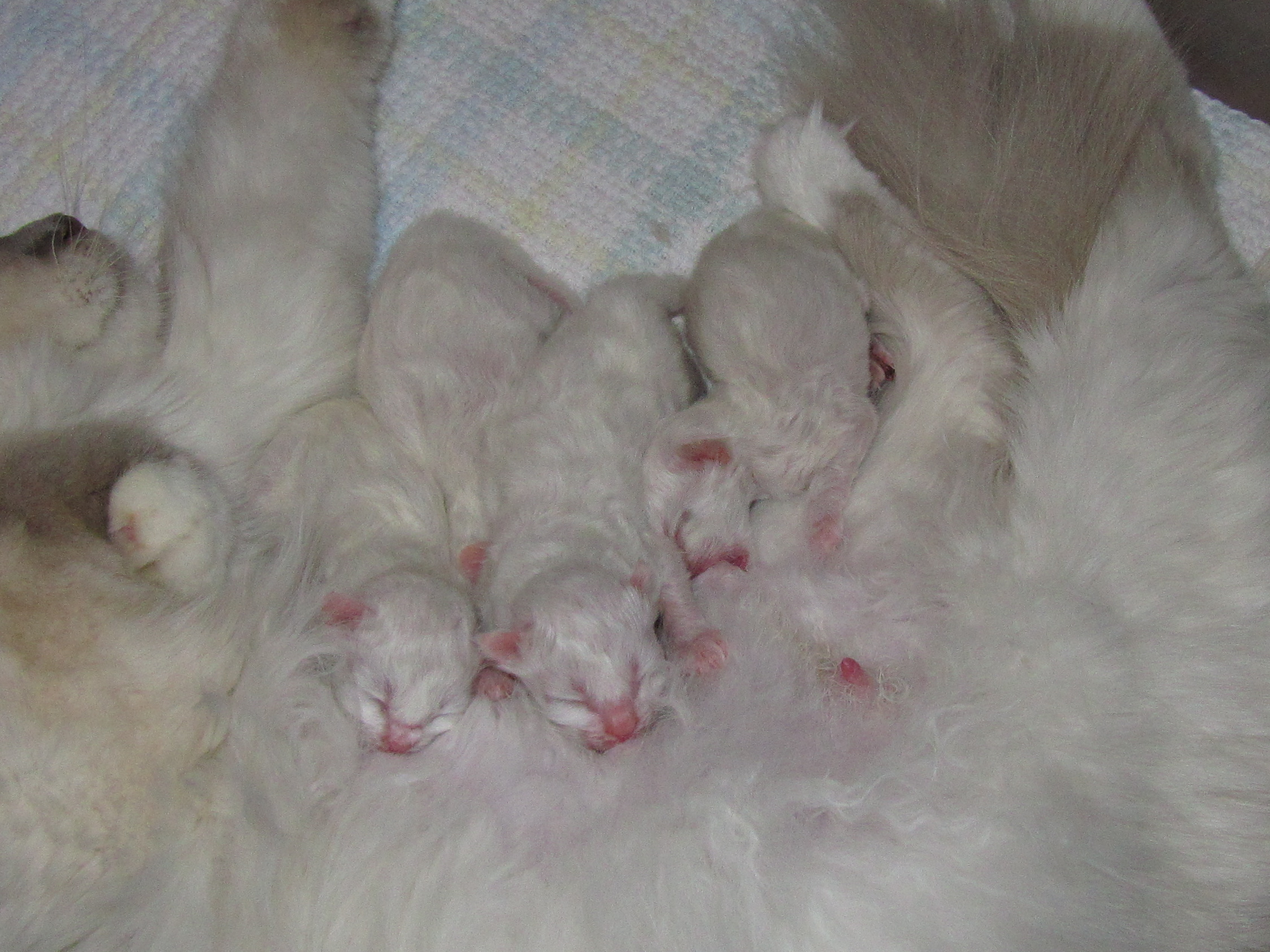
Chatons âgés de quelques jours ; la coloration est encore absente.

Comme pour toutes les races colourpoint, les chatons birmans naissent entièrement blancs. 
Pour la couleur seal vers la 3e journée le nez commence à se colorer ; pour la couleur bleu vers le 5e jour ; pour la couleur chocolat vers le 7e jour ; pour la couleur lilas le 10e jour. Afin de bien voir le gantage, il faut attendre entre un mois pour la couleur seal et trois mois pour la couleur lilas. La couleur red étant un gène dense apparait comme le seal, la couleur crème (dilution du gène red) apparait comme le lilas. La couleur de la robe demeure plus pâle lorsque le chat est porteur du gène lilas. Pour les tabby, c'est le contour du nez qui détermine la couleur. L'optimum dans le contraste et la qualité des points n'est obtenu que vers deux à trois ans. 

### Génétique
Les points du chat sacré de Birmanie sont l'effet du même gène qui agit chez le siamois. Celui-ci a été nommé Cs. Cependant l'origine des gants reste controversée. L'hypothèse la plus plausible est que ces panachures blanches seraient issues de l'action cumulée de plusieurs gènes à faibles effets individuels. Ce qui expliquerait la difficulté de fixer la taille des gants,. Il est important de trier sur le volet des reproducteurs et reproductrices n'ayant pas de remonté au gantage.